# Punisher: War Zone
Punisher: War Zone is een Amerikaans-Canadees-Duitse actiefilm uit 2008 onder regie van Lexi Alexander rondom het gelijknamige personage van Marvel Comics. De film is een herstart van de reeks na de oorspronkelijke The Punisher uit 2004. Ray Stevenson vervangt Thomas Jane als hoofdpersonage Frank Castle, alias the punisher. Het is de derde speelfilm over het personage en de eerste film geproduceerd door Marvel Knights

## Verhaal
Frank Castle krijgt te maken met de verminkte maffiabaas Billy Russotti, alias Jigsaw (Dominic West).

## Rolverdeling
| Acteur                | Personage                           |
| --------------------- | ----------------------------------- |
| Ray Stevenson         | Frank Castle / The Punisher         |
| Dominic West          | Billy 'The Beaut' Russotti / Jigsaw |
| Julie Benz            | Angela Donatelli                    |
| Colin Salmon          | Paul Budiansky                      |
| Doug Hutchison        | James Russoti / Loony Bin Jim (LBJ) |
| Dash Mihok            | NYPD Detective Martin Soap          |
| Wayne Knight          | Linus Lieberman / Microchip         |
| Romano Orzari         | Nicky Donatelli                     |
| Stephanie Janusauskas | Grace Donatelli                     |
| Larry Day             | FBI Agent Miller                    |
| Ron Lea               | NYPD Captain Ross                   |
| Tony Calabretta       | Saffiotti                           |
| T.J. Storm            | Maginty                             |
| Mark Camacho          | Pittsy                              |
| Keram Malicki-Sánchez | Ink                                 |
| David Vadim           | Cristu Bulat                        |
| Aubert Pallascio      | Tiberiu Bulat                       |
| Bjanka Murgel         | Arm Candy                           |

## Muziek
Alle muziek en teksten zijn geschreven door Michael Wandmacher. 
| 1.                 | Main Titles                     | 3:03 |
| 2.                 | Lights On!                      | 1:10 |
| 3.                 | The Burden                      | 2:16 |
| 4.                 | Rich in Mercy                   | 1:05 |
| 5.                 | Death of the Loved              | 1:25 |
| 6.                 | Infiltrate and Destroy          | 2:49 |
| 7.                 | This Is Ground Zero             | 2:10 |
| 8.                 | A Pretty Face                   | 2:21 |
| 9.                 | The Russians                    | 3:10 |
| 10.                | A Call to Arms                  | 1:16 |
| 11.                | Safe Harbor                     | 1:26 |
| 12.                | A Wish for Death                | 2:53 |
| 13.                | Freeze!                         | 1:09 |
| 14.                | Two Berettas                    | 2:00 |
| 15.                | I Want My Applesauce Back       | 2:37 |
| 16.                | Held Hostage                    | 3:19 |
| 17.                | Joyful Mayhem                   | 2:55 |
| 18.                | Let the Games Begin             | 4:24 |
| 19.                | LBJ                             | 1:46 |
| 20.                | Let Me Put You Out of My Misery | 4:11 |
| 21.                | Aftermath                       | 1:33 |
| Totale duur: 46:18 |                                 |      |